# Algerischer Igel
Der Algerische oder Nordafrikanische Igel (Atelerix algirus) kommt im nördlichen Afrika (Marokko bis Libyen) vor. An der Mittelmeerküste Spaniens, in Südfrankreich, auf Malta, Mallorca, Ibiza, Formentera und auf den Kanarischen Inseln wurde die Art vom Menschen eingeführt.

## Merkmale

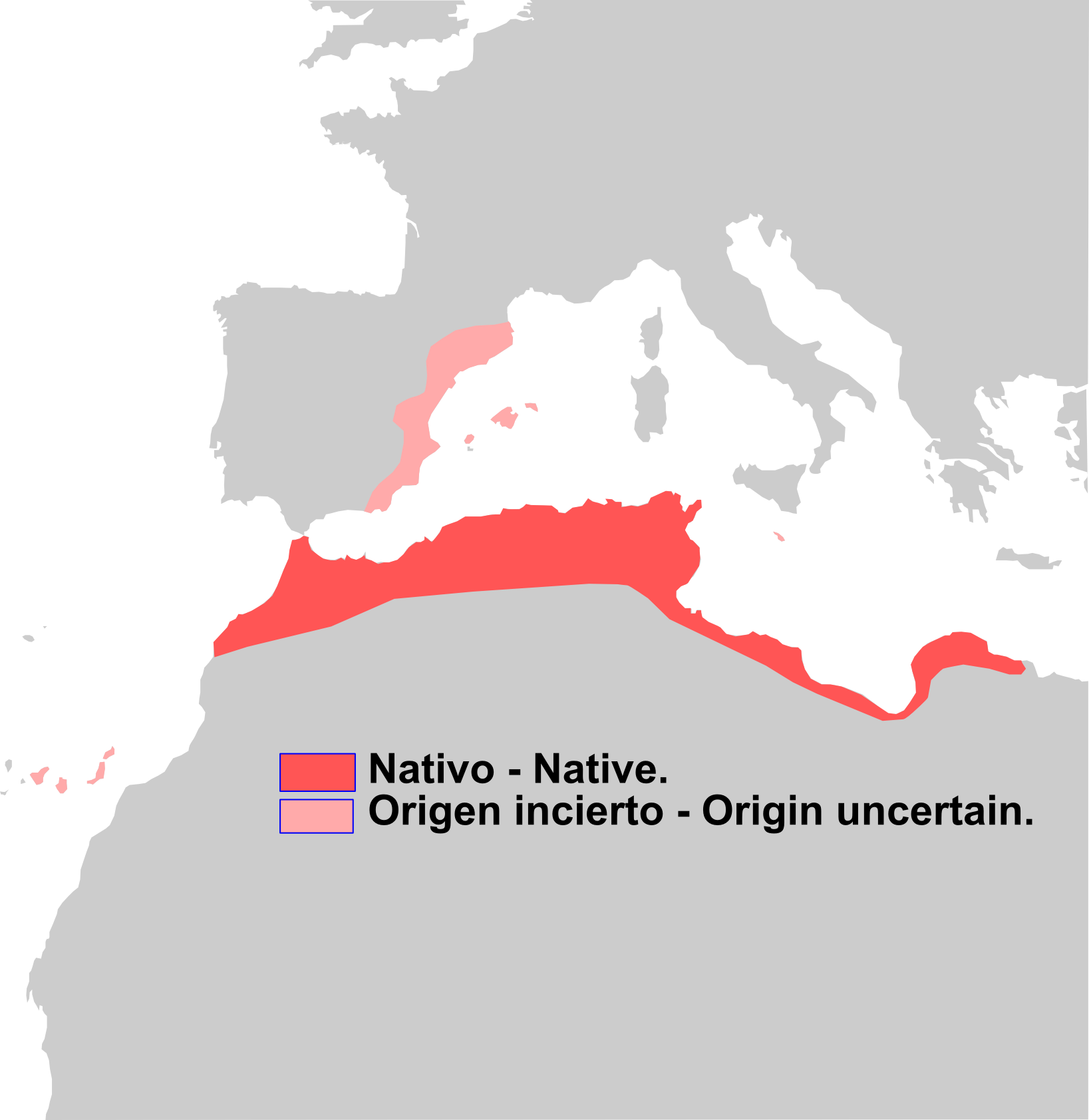
Verbreitungsgebiet des Algerischen Igels

Der Algerische Igel ist ein relativ großer Igel, die Kopf-Rumpf-Länge liegt bei 20 bis 27 cm. Er hat einen kurzen, 1,5 bis 3 cm langen Schwanz, der hell behaart und meist nicht sichtbar ist. Die Hinterfußlänge liegt zwischen 3 und 4 cm. Die meisten Stacheln sind dunkel und glatt, dazwischen treten auch einige weiße Stacheln auf. Das Bauchfell ist weißlich und manchmal dunkel gefleckt, der Kopf ist ebenfalls weißlich. Tiere aus Marokko sind heller als die aus Algerien, Tunesien und Libyen. Die Ohren sind klein, rund und kürzer als die sie umgebenden Stacheln. Die Ohrlänge beträgt etwa 77 % der Hinterfußlänge. Die Beine sind kurz und von weißlicher oder anderer heller Farbe. Der erste Zeh kann etwas kürzer sein als die anderen. Sowohl Vorderfüße als auch Hinterfüße haben fünf Zehen. Der dritte Prämolar hat drei Zahnwurzeln.

## Lebensraum und Lebensweise
Der Algerische Igel kommt zwischen der Mittelmeerküste und der Sahara, in mediterranem Buschland (Macchie), Grasland, Palmenhainen, sonstigem Kulturland und in Gärten vor. Im Mittleren Atlas von Marokko lebt er bis in Höhen von 2000 Metern. Er ist nachtaktiv und hält in kälteren Regionen wahrscheinlich einen Winterschlaf. Algerische Igel ernähren sich vor allem von Insekten, daneben werden Würmer, Schnecken, Früchte, Eier, Tausendfüßer und trüffelartige Pilze verzehrt. Die Fortpflanzungszeit liegt im Frühling und Sommer. In Libyen werden die Jungtiere von April bis Juni geboren, ein zweiter Wurf kann im Juli folgen. Die Tragzeit beträgt 30 bis 48 Tage, pro Wurf werden drei bis sieben Junge geboren, die für mehrere Monate bei der Mutter bleiben. Unverdauliche Überreste des Algerischen Igels werden in Eulengewölle gefunden. Zu seinen Ektoparasiten zählt der Floh Echidnophaga gallinacea, zu den bekannten Endoparasiten verschiedene Fadenwürmer.

## Gefährdung
Die IUCN listet den Algerischen Igel als wenig gefährdet (Least Concern). 